# Натома (Канзас)
Натома (енгл. Natoma) град је у америчкој савезној држави Канзас.

## Демографија
По попису из 2010. године број становника је 335, што је 32 (-8,7%) становника мање него 2000. године.
| Група             | 2000.       | 2010.       |
| Белци             | 360 (98,1%) | 319 (95,2%) |
| Афроамериканци    | 0 (0,0%)    | 3 (0,9%)    |
| Азијати           | 1 (0,3%)    | 4 (1,2%)    |
| Хиспаноамериканци | 4 (1,1%)    | 7 (2,1%)    |
| Укупно            | 367         | 335         |